# John Barrasso
John Anthony Barrasso III (født 21. juli 1952) er en amerikansk politiker fra det Republikanske Parti, som har været senator for delstaten Wyoming siden 2007.

## Baggrund
Barrasso blev født i Reading, Pennsylvania i 1952. Efter at han færdiggjorde sin uddannelse i 1983 flyttede han til Wyoming. Han har en doktorgrad i medicin fra Georgetown University.

## Politiske karriere

### Senatvalget 1996
Barrasso forsøgte at blive valgt til Senatet den første gang i 1996. Barrasso kom på andenpladsen i den republikanske nominering med 29,9 % af stemmerne, men Wyomings valglov kræver ikke at man vinder en majoritet for at vinde en nominering, og Mike Enzi, som fik 32,5 % af stemmerne, vandt derfor.

### Wyomings Senat
Barrasso blev i 2002 valgt i Wyomings Senat uden modstand i det 27. distrikt. Han blev genvalgt i 2006, også uden modstand.

### Senatet
Barrasso blev den 22. juni 2007 valgt til senatet af Wyomings daværende guvernør, Dave Freudenthal, som erstatning for den forhenværende senator Craig L. Thomas, som var død tidligere på måneden.
Ved specielvalget i 2008 blev Barrasso officielt valgt til senatet med 73,4% af stemmerne.

### Senatvalget i 2012
Barrasso vandt ved valget i 2012 igen den republikanske nomination med 89,1% af stemmerne, og blev genvalgt til Senatet i lige overbevisende manner, med 75,8 % af stemmerne.

### Senatvalget i 2018
Barrasso blev igen genvalgt i 2018, dog denne gang kun med 67% af stemmerne, som var det værste resultat for en republikaner i Wyoming siden 1996.